# مقاومة متيجة
بتاريخ 7 جوان 1830 م سقطت العاصمة الجزائرية في يدي الجيش الفرنسي وبدأت مرحلة جديدة من تاريخ الجزائر الحديث هي فترة الاستعمار الفرنسي، إن سقوط الحكم العثماني أدى إلى فراغ سياسي ظهرت على إثره زعامات سياسية وعسكرية في أرياف منطقة متيجة أخذت على عاتقها مهمة التصدي للاحتلال الفرنسي، إنها أول مقاومة شعبية مسلحة للجزائريين ضد الوجود الفرنسي والتي ستتعمم في كل أرجاء الوطن وتستمر حتى مطلع القرن 20 م.

## أسباب المقاومة المسلحة

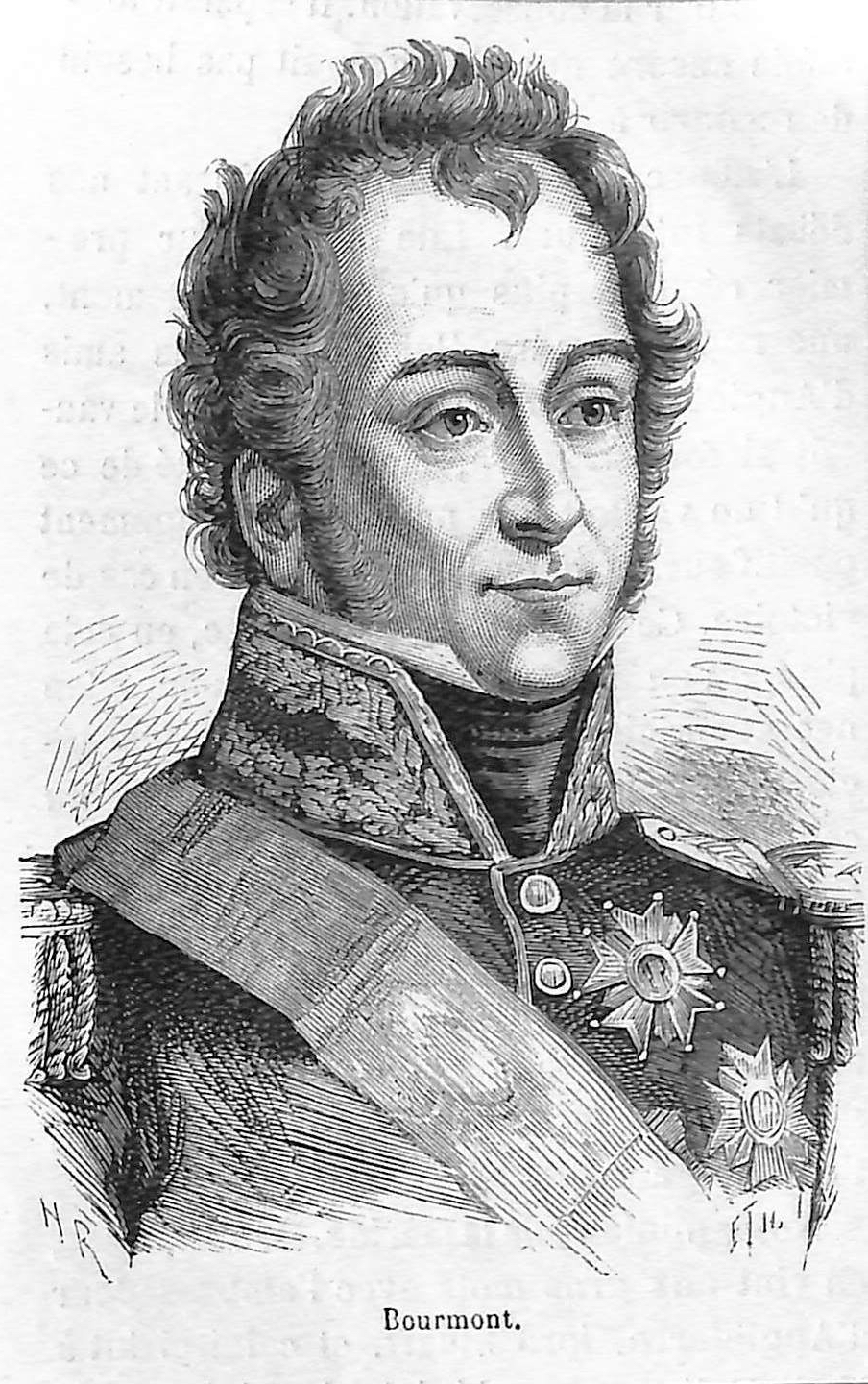
دي بورمن

يمكن أن نحصر أهم أسباب المقاومة الشعبية المسلحة في متيجة فيما يلي:
1. الاحتلال وكره السكان لتواجد أجنبي على أرضهم.
2. سقوط الحكم العثماني وما أحدثه من فراغ سياسي كان لا بد من ملئه بالدولة الوطنية.
3. سياسة الاحتلال وأهدافه المتمثلة في الاستحواذ على الأرض واستعباد الإنسان ونهب الخيرات.
4. فظاعة وشراسة الجيش الفرنسي وجرائمه البشعة في حق الشعب الجزائري.

وقبل أن نتطرق إلى مراحل مقاومة منطقة متيجة وأهم أحداثها سنوضح بشكل مختصر أهم خصائصها التي شكلت في نفس الوقت عوامل قوتها وضعفها ثم فشلها في توقيف توسع الاحتلال الفرنسي في الداخل.
1. المقاومة الشعبية: والمقصود أنها مقاومة أبناء الشعب بعد سقوط المقاومة الرسمية للدولة.
2. قادها زعماء الطرق الصوفية والزوايا وشيوخ القبائل من أمثال «حسين بن محمد بن زعموم» قائد «قبيلة فليسة أومليل» و«مسعود بن عبد الواد» الذي كان «قائد قبيلة السبت» و«العربي بن موسى» قائد «بني خليل» و«محمد المخفي» قائد «الخشنة» والشيخ «محي الدين بن صغير بن مبارك» من علماء الصوفية في القليعة والحاج علي ولد سي سعدي من شيوخ الصوفية في الجزائر العاصمة وغيرهم.
3. لم يكن لها تنظيم سياسي وعسكري واضح وبتالي افتقدت إلى إستراتجية متكاملة لمواجهة تمدد الجيش الفرنسي بل اكتفت برد الفعل في أغلب الأحيان.
4. كان منطلقها ديني جهادي لأن الشعور الديني هو الرابط الأساسي بين الجزائريين في تلك المرحلة أما الشعور القومي والوطني بالمعنى السياسي فلم يتبلور إلا في الربع الأول من القرن 20م.
5. لم يكن قادتها على وفاق دائم بل في أغلب الأحيان كانت بينهم خلافات وصراعات بسبب اختلاف انتماءاتهم القبلية والطرق الصوفية التي ينتمون إليها.

## مراحل المقاومة المسلحة
بعد هذه النظرة المختصرة لأسباب المقاومة الشعبية المسلحة في منطقة متيجة وأهم خصائصها سنتطرق لأهم أحداثها ومراحلها التي ميزت بين مرحلتين هما:

### مرحلة المناوشات 1830-1831

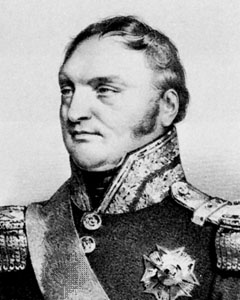
برتراند كلوزيل

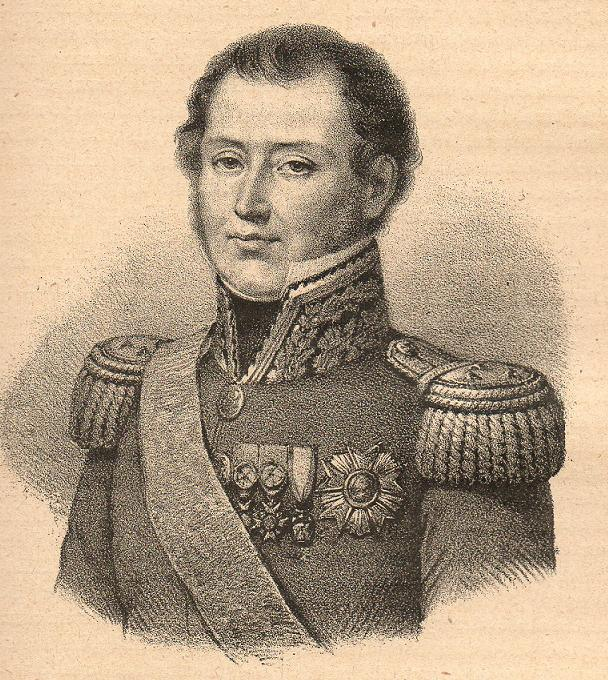
بيار بيرتيزين

#### دي بورمن
بدأت هذه الفترة بسقوط الجزائر العاصمة مباشرة حيث ادعى المارشال دي بورمن أن بعض البدو استولوا على مواشي بعثها باي التيطري لتموين الجيش الفرنسي ليقوم بحملة على مدينة البليدة بتاريخ 23 جويلية 1830م، تقدم حوالي 1.000 من المشاة و300 من الفرسان مدعمين بالمدفعية، فنظم سكان البليدة كمينا للجيش الفرنسي حيث تظاهروا بالاستسلام وسمحوا للفرنسيين بالدخول دون مقاومة، وفي صباح يوم 24 جويلية 1830م استغلوا تراخي الجيش الفرنسي ليشنوا هجوما من سفوح جبال شريعة ومن السهول المجاورة، وعلى حسب المصادر الفرنسية فإن الجنود الفرنسيين لم يتمكنوا من الخروج من أبواب باب الجزائر إلا منبطحين بعد أن خسروا 80 جنديا وترتب عن هذه المعركة نتائج مهمة تمثلت في:
1. تخلي الاحتلال الفرنسي عن محاولة الخروج من الجزائر العاصمة.
2. أعلن باي التيطري مصطفى بومرزاق استقلاله عن السلطة الفرنسية.
3. عقد شيوخ القبائل والزوايا اجتماعا هاما في برج تامنتفوست ضمن منطقة برج البحري حيث قرروا توحيد المقاومة الشعبية تحت زعامة محمد بن زعموم وعلي ولد سي سعدي.

كانت خطة المقاومة الشعبية تقتضي إحكام حصار على الجيش الفرنسي في الجزائر العاصمة ومنعه من الخروج وقطع كل طرق الإمداد البرية عليه وقد تم تنفيذها بإحكام حتى أصبح وضع الفرنسيين صعب فبمجرد خروج فرنسي من أسوار العاصمة يقتل وقد حاول «العقيد فريشفيل» (بالفرنسية: Frécheville)‏ الخروج فقُتل في الحراش.

#### برتران كلوزيل
عجلت هذه الأوضاع بعزل دي بورمن وتعيين الجنرال برتران كلوزيل مكانه الذي جهز حملة كبيرة على مدينة البليدة والمدية بتاريخ 17 نوفمبر 1830م وصل تعدادها قرابة 17 ألف جندي.
رفض سكان البليدة السماح بدخول الجيش الفرنسي واندلعت على إثر ذلك معركة شرسة سقط فيها مئات الشهداء وقام الجيش الفرنسي بإحراق البساتين المحيطة بالمدينة واضطر السكان إلى الفرار نحو الجبال.
وقبل خروجه من البليدة ترك الجنرال برتران كلوزيل حامية بقيادة «العقيد روليارس» (بالفرنسية: Rulhières)‏ وتوجه نحو المدية فتعرض لكمين نصبته المقاومة الشعبية في مضيق جبلي بالقرب من موزاية فقد على إثره 27 جنديا، وقبل عودة الجنرال برتران كلوزيل من المدية هاجم الثوار بقيادة محمد بن زعموم الحامية الفرنسية في البليدة كما تمكنوا من القضاء على فرقة فرنسية قوامها 100 جندي بالقرب من بوفاريك بتاريخ 25 نوفمبر 1830م.
أمام شراسة المقاومة الشعبية اضطر الجنرال برتران كلوزيل للاكتفاء باحتلال المدية والانسحاب كليا من البليدة.

#### بيار بيرتيزين
الملاحظ أن المقاومة الشعبية المسلحة في منطقة متيجة استطاعت تحقيق أهدافها في هذه المرحلة والمتمثلة في إبقاء الفرنسيين خلف أسوار الجزائر العاصمة ومنع تمددهم في الداخل، وبفضل هذا الصمود البطولي لسكان متيجة عُزل الجنرال برتراند كلوزيل من منصبه وعين في مكانه الجنرال بيار بيرتيزين.
وأول عمل قام به الجنرال بيار بيرتيزين هو توجيه حملة عسكرية على البليدة لكنه فشل في تحقيق هدفه ورجع خائبا وخضع للأمر الواقع فعين الشيخ «محي الدين بن مبارك» أغا للعرب حتى يكون وسيطا بينه وبين سكان منطقة متيجة.
وفي هذه الظروف استطاعت المقاومة الشعبية التي قادها أحد أبناء باي التيطري السابق مصطفى بومرزاق تحرير مدينة المدية.
وبتاريخ 10 جويلية 1830م تقدمت قوات المقاومة الشعبية بقيادة ابن مصطفى بومرزاق من جهة ومحمد بن زعموم من جهة أخرى حتى منطقة بوفاريك وقامت بمهاجمة بعض المزارع النموذجية التي أنشأها الجيش الفرنسي حول الجزائر العاصمة.

### مرحلة المواجهة الشاملة: 1831-1838

#### صافاري دي روفيغو

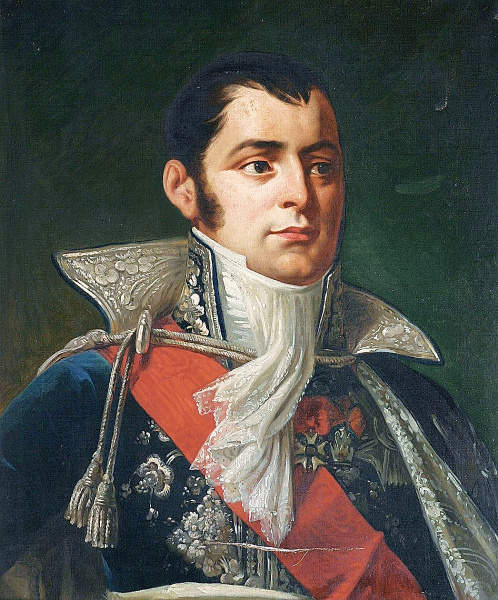
صافاري دي روفيغو

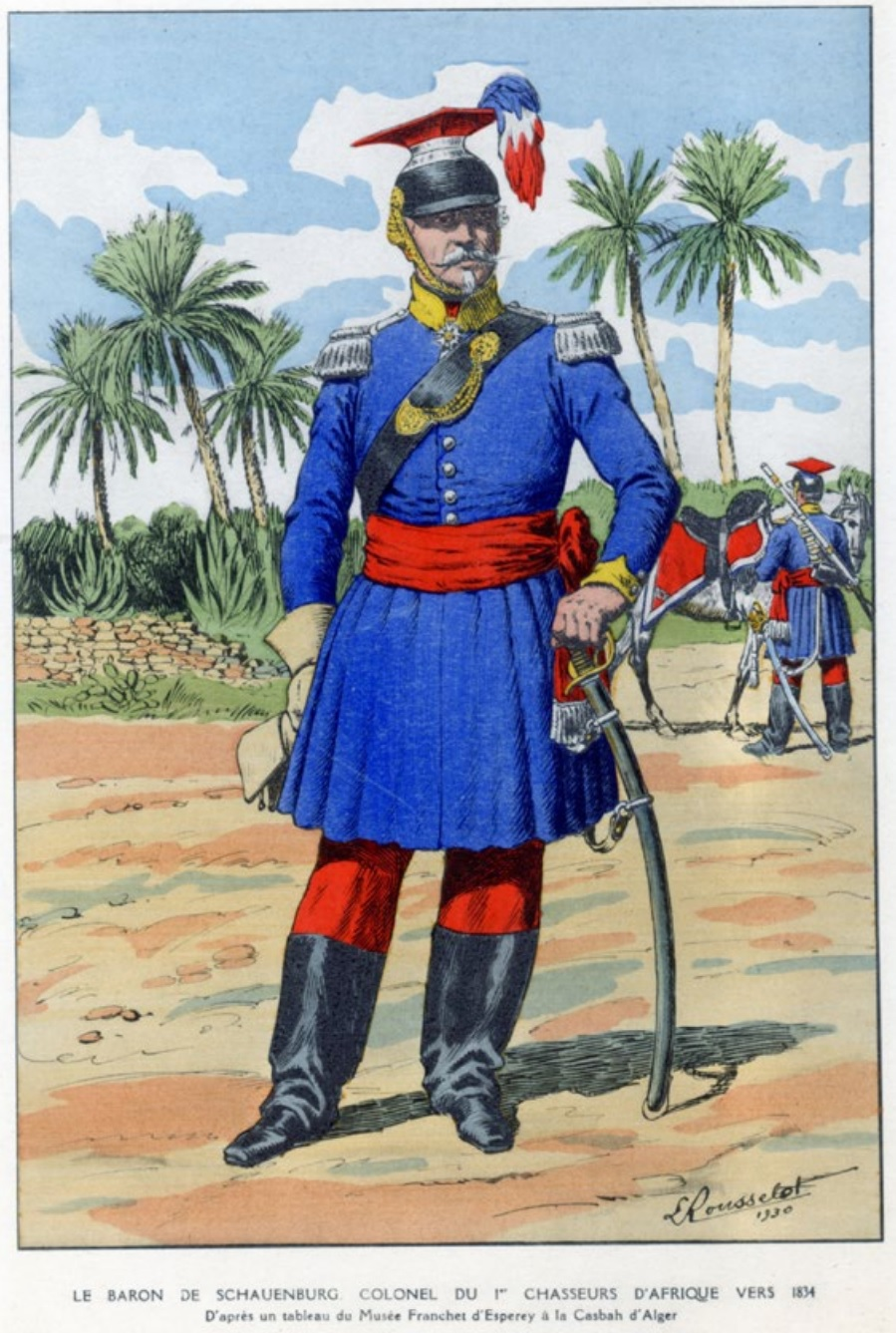
ماكسيميليان جوزيف شوينبيرغ

في شهر ديسمبر من عام 1832م عين «صافاري دي روفيغو» في منصب الحاكم العام للجزائر، وهو شخص معروف بالقسوة والوحشية.
وبمجرد وصوله للجزائر استأنف مشاريع الزحف نحو الداخل واستغل حادثة مقتل مبعوثي «فرحات بن سعيد» في مضارب «قبيلة العوفية» ليرتكب مجزرة في حق هذه القبيلة التي هاجمها الجيش الفرنسي ليلا في أفريل من عام 1832م وأبادها عن بكرة أبيها، ولم يكتف بذلك بل قام باختطاف «العربي بن موسى» قائد «وطن بني خليل» و«مسعود بن عبد الواد» قائد «السبت» وقتلهم فيما بعد وفرض ضرائب باهظة عل سكان مدينة الجزائر والمناطق المجاورة.
وأدت هذه الوحشية إلى استئناف المقاومة الشعبية من جديد خاصة بعد هروب الشيخ «محي الدين بن مبارك» والتحاقه بصفوف المقاومة الشعبية فجهز «صافاري دي روفيغو» حملة بتاريخ 28 سبتمبر 1832م في اتجاه «سوق علي» شرق بوفاريك والقليعة.
فاستطاعت المقاومة الشعبية إلحاق الهزيمة بالجيش الفرنسي في معركة سوق علي بينما تمكن الجيش الفرنسي من دخول مدينة القليعة واعتقل اثنين من عائلة «محي الدين بن مبارك».
وبتاريخ 20 نوفمبر 1832م جهز «صافاري دي روفيغو» حملة ثانية على مدينة البليدة لكنه وجدها فارغة بعد فرار سكانها بينما قامت المقاومة الشعبية بتوجيه ضربات موجعة للجيش الفرنسي في طريق عودته لمدينة الجزائر بالقرب من مضارب «قبيلة العوفية» القريبة من بودواو حاليا.
فوقعت معركة كبيرة في بودواو خسر فيها الجيش الفرنسي 57 جنديا وعقد على إثرها زعماء المقاومة الشعبية اجتماعا تاريخيا في «سوق علي» وقرروا تكوين جيش موحد بقيادة محمد بن زعموم.
فحاول الفرنسيون استمالت قائد «قبيلة حجوط» القوية المدعو «شاوش قويدر بن رابح»، وأرسلوا حملة جديدة لمواجهة محمد بن زعموم الذي انتصر عليهم بتاريخ 2 أكتوبر 1832م.
وبسبب هذه الانتصارات المتوالية للمقاومة الشعبية في منطقة متيجة توقف الفرنسيون عن أي محاولة توغل في الداخل حتى عام 1834م أثناء التحضير للتوقيع على معاهدة دي ميشال.
وفي هذه المرحلة بدأت الاتصالات بين قيادات المقاومة الشعبية والأمير عبد القادر حيث أعلن كل من الحاج «علي ولد سي سعدي» والشيخ «محي الدين بن مبارك» ولاءهما للأمير عبد القادر وعُزل «صافاري دي روفيغو» عن منصبه.

#### تيوفيل فوارول
بعد أن عُزل «صافاري دي روفيغو» عن منصبه، تم تعويضه بالجنرال تيوفيل فوارول بتاريخ 29 أفريل 1833م الذي قام بعدة حملات لإخضاع «قبيلة حجوط» و«قبيلة الخشنة» وغيرها، لكن دون جدوى.

#### جان بابتيست دروي ديرلون

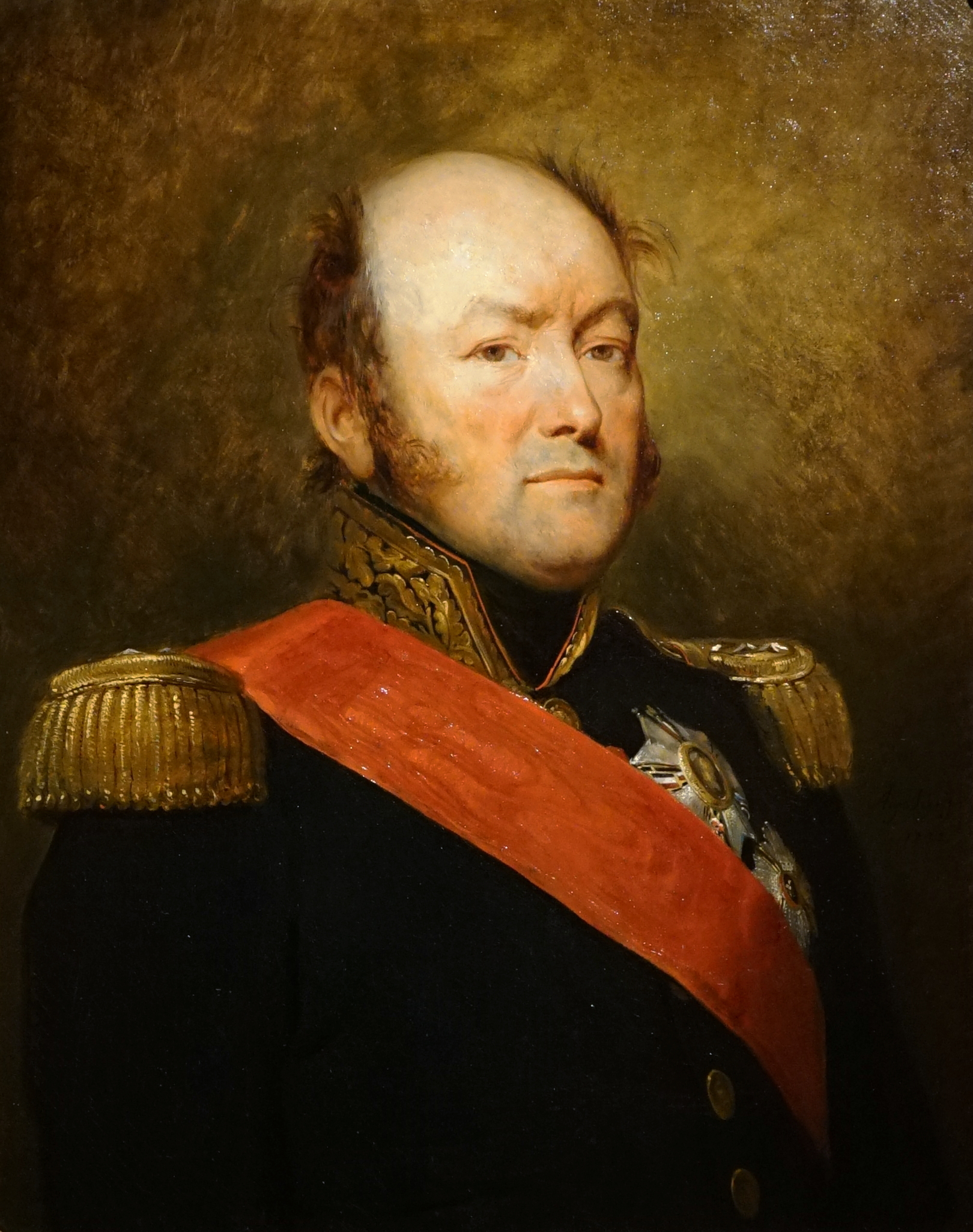
جان بابتيست دروي ديرلون

وفي 27 جويلية 1834م وصل الكونت جان بابتيست دروي ديرلون كحاكم جديد للجزائر وبدأ حكمه بتوجيه حملات عسكرية لإخضاع «قبيلة حجوط» القوية والتي انتهت بالفشل.
و في أواخر سنة 1834م حاول جان بابتيست دروي ديرلون احتلال مدينة البليدة لكن الحملة انتهت بالفشل.

#### برتراند كلوزيل
وفي نفس السنة عاد الجنرال برتراند كلوزيل حاكما للجزائر بعد عزل الكونت جان بابتيست دروي ديرلون.
فقام بتحضير حملة عسكرية كبيرة لإخضاع منطقة متيجة بتاريخ 17 أكتوبر 1835م، ووقعت معركة كبيرة في العفرون بين الجيش الفرنسي و«قبيلة حجوط» تمكن فيها الجيش الفرنسي من دخول حجوط بعد أن اتبع سياسة الأرض المحروقة في مواجهة المقاومة الشعبية الشرسة لسكان متيجة.
وبنفس سياسة الأرض المحروقة والجرائم ضد الإنسانية تمكن الفرنسيون من دخول مدينة البليدة في نفس شهر أكتوبر 1835م.
وقد ردت المقاومة الشعبية على هذه السياسة بمهاجمة «القرى النموذجية» التي أقامها الاحتلال الاستيطاني من أجل استقبال المستوطنين الأوروبيين.
كما قامت المقاومة الشعبية بإعدام كل القياد الجزائريين الذين قبلوا التعاون من المحتل الفرنسي، وبقيت الحرب قائمة كرا وفرا بين المقاومة الشعبية المسلحة لمنطقة متيجة والجيش الفرنسي.

#### شارل-ماري دينيس دامريمون
كان تعيين شارل-ماري دينيس دامريمون في 12 فيفري 1837م كحاكم عام للجزائر إيذانا بتمديد وتوسيع الهجومات الفرنسية على الحدود الشرقية والغربية من سهل متيجة.
إلا أن انتصارات شارل-ماري دينيس دامريمون في معركة الثنية فتحت شهيته لتنظيم حملة نحو الشرق الجزائري أين نشبت معركة قسنطينة الثانية التي لقي فيها حتفه بتاريخ 12 أكتوبر 1837م.

#### سيلفان شارل فالي
ولم يتمكن الفرنسيون من احتلال سهل متيجة نهائيا إلا في عهد الماريشال سيلفان شارل فالي الذي احتل مدينة القليعة في مارس 1838م ومدينة البليدة في ماي 1838م.
هكذا أسدل الستار على مرحلة هامة من تاريخنا الوطني الجزائري أعطى فيها سكان متيجة صورة ناصعة وعظيمة للكفاح والتضحية وبذل الغالي والنفيس من أجل الكرامة والحرية والوطن.

### مواضيع ذات صلة
- تاريخ الجزائر
- إيالة الجزائر
- دار السلطان
- بايلك التيطري
- بايلك الغرب
- بايلك الشرق
- قائمة حكام الجزائر
- الداي حسين
- علي ولد سي سعدي
- محمد بن زعموم
- تاريخ الحراش
- الأفواج العسكرية المساهمة في احتلال الجزائر من طرف فرنسا
- قائمة الحائزين على وسام جوقة الشرف في فرنسا
- أصول الفيلق الأجنبي الفرنسي